# 1216 Askania
1216 Askania este un asteroid din centura principală, descoperit pe 29 ianuarie 1932 de Karl Reinmuth.